# 민화

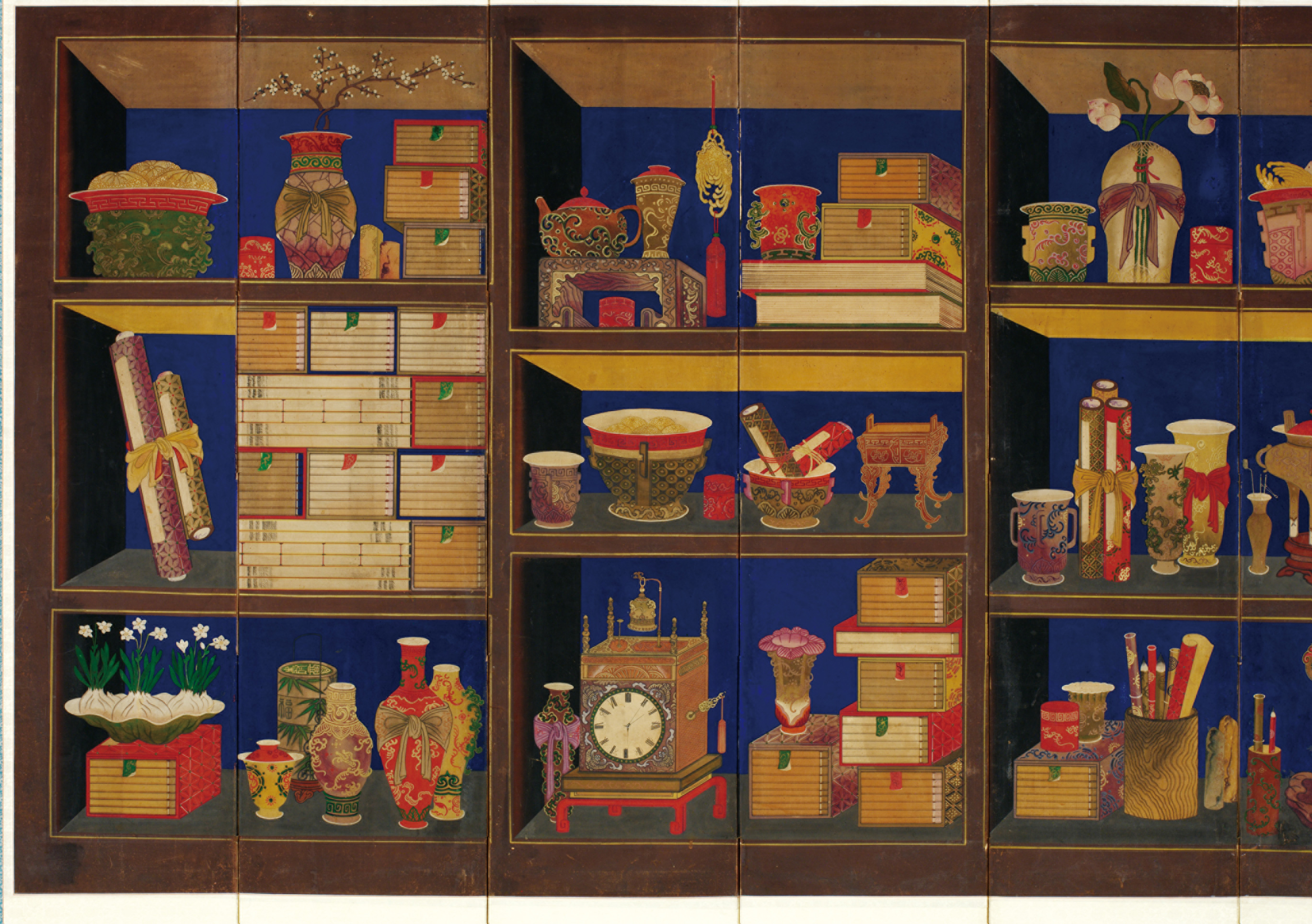
책거리

민화(民畵)는 한 민족이나 개인이 전통적으로 이어온 생활 습속에 따라 제작한 대중적인 실용화이다.

## 특징
민화와 정통회화가 같은 종류로 중복되는 것을 볼 수 있으나, 감상적 회화성에 화관을 둔 정통회화와 실용적 상징성에 화관을 둔 민화와는 차이가 있다. 정통회화에서 볼 수 있는 종류는 민화에서도 대부분 존재하며, 또 민화만이 가지고 있는 대상도 상당히 많아 어느 부류의 그림보다 광범위하고 풍부하다. 민화를 내용상으로 보면 무속ㆍ도교·불교·유교계통과 장식용 민화로 대분된다.
무속과 도교계통의 그림은 장생도 종류로 십장생도·송학도·군학도·해학반도도·군록도·천리반송도·오봉일월도 등이 있다. 방위신으로는 청룡·백호·주작·현무·황제 등이 있고 12지신상의 민화는 벽사진경을 위한 민속에 얽힌 작품이다. 호랑이 그림으로는 작호도·호피도 등과 산신도에 호랑이를 거느리고 있으며, 그밖에 닭·개·사자 그림 등 벽사진경의 뜻을 지니고 있다. 용왕도는 봉황·기린과 함께 상서로움을 기원하는 그림이며, 칠성·별성·오방신장 등 무속과 관계있는 그림이 많다.
불교계통의 민화로는 산신각·칠성각 등에 있는 그림과 탱화·심우도 등이 있다.
유교계통의 민화로는 효자도·행실도·문자도·평생도 등 여러 계통의 그림이 있다.
장식용 민화로는 산수화를 비롯해서 화훼·영모·초충·어해·사군자·풍속화·책거리도·문방사우도·기명절지도 같은 정물화 등 많은 종류의 민화가 있다.